# Шпаки
Цей термін може посилатися на рід птахів (шпак) та їх родину (шпакові).

Шпаки —  село в Україні, у Золочівському районі Львівської області. Населення становить 218 осіб. Орган місцевого самоврядування — Підкамінська селищна рада.